# Sanja Jovanović
Sanja Jovanović (15. septembar 1986, Dubrovnik) hrvatska je plivačica.
Debitovala je na Olimpijskim igrama u Atini 2004. Osvojila je srebro na 200 m leđno, na Evropskom prvenstvu u plivanju u velikim bazenima u Madridu 2004.
Ima sestru blizankinju Tanju, koja je nastupila u hrvatskom Velikom bratu 3 i još dve sestre. Trenutno živi u Mokošici.
Postavila je više hrvatskih plivačkih rekorda u raznim starosnim kategorijama. Osvojila je srebro na 50 m delfin i bronzu na 100 m leđno, na Mediteranskim igrama u Almeriji 2005. godine.
Na Evropskom prvenstvu u plivanju u kratkim bazenima u mađarskom gradu Debrecinu, osvojila je srebrnu medalju na 100 m leđno uz novi hrvatski rekord, 14. decembra 2007, a dan kasnije osvojila je zlatnu medalju i postavila novi svetski rekord na 50 m leđno u vremenu 26.50 sekundi. Proglašena je najboljom plivačicom prvenstva.
Izborila je normu za Olimpijske igre u Pekingu 2008.